# Eryngium scirpinum
Eryngium scirpinum là một loài thực vật có hoa trong họ Hoa tán. Loài này được Cham. mô tả khoa học đầu tiên năm 1833.